# Mitterbad

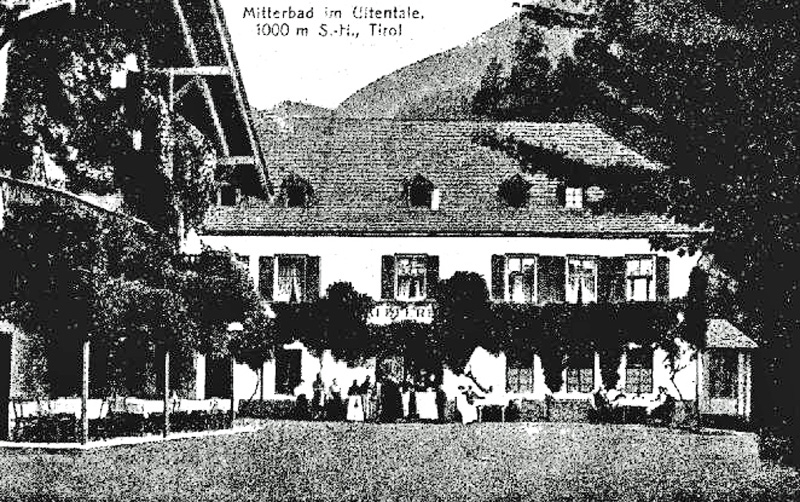
Mitterbad um 1890

Mitterbad war ein im 19. und 20. Jahrhundert bekanntes, heute verfallenes Kur- und Heilbad bei St. Pankraz im Ultental in Südtirol.

## Lage
In der Nähe von St. Pankraz zweigt vom Ultner Haupttal ein Seitental nach Süden Richtung Hofmahdjoch ab, durch das der Maraunbach fließt. Der Maraunbach ist ein Nebenfluss der Falschauer. Von der Brücke über die Falschauer unterhalb der Sperrmauer des Pankrazer Stausees erreicht man Mitterbad nach etwa zwei Kilometern. Es liegt in einer Höhe von etwa 1000 Metern. Die Anlage besteht aus wenigen Gebäuden, dem Badehaus, der Villa Waldruhe, dem Kaffeehaus, der Kegelbahn, dem Schießstand und der unter Denkmalschutz stehenden Kapelle St. Cosmas und Damian.

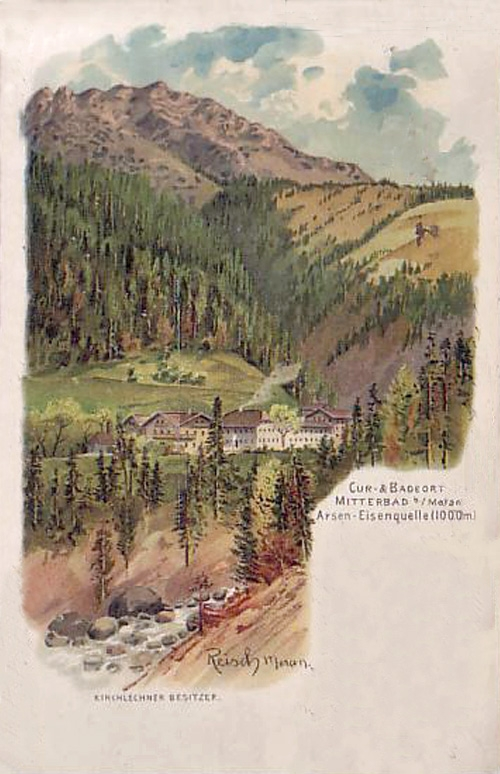
Mitterbad auf einer Postkarte um 1900

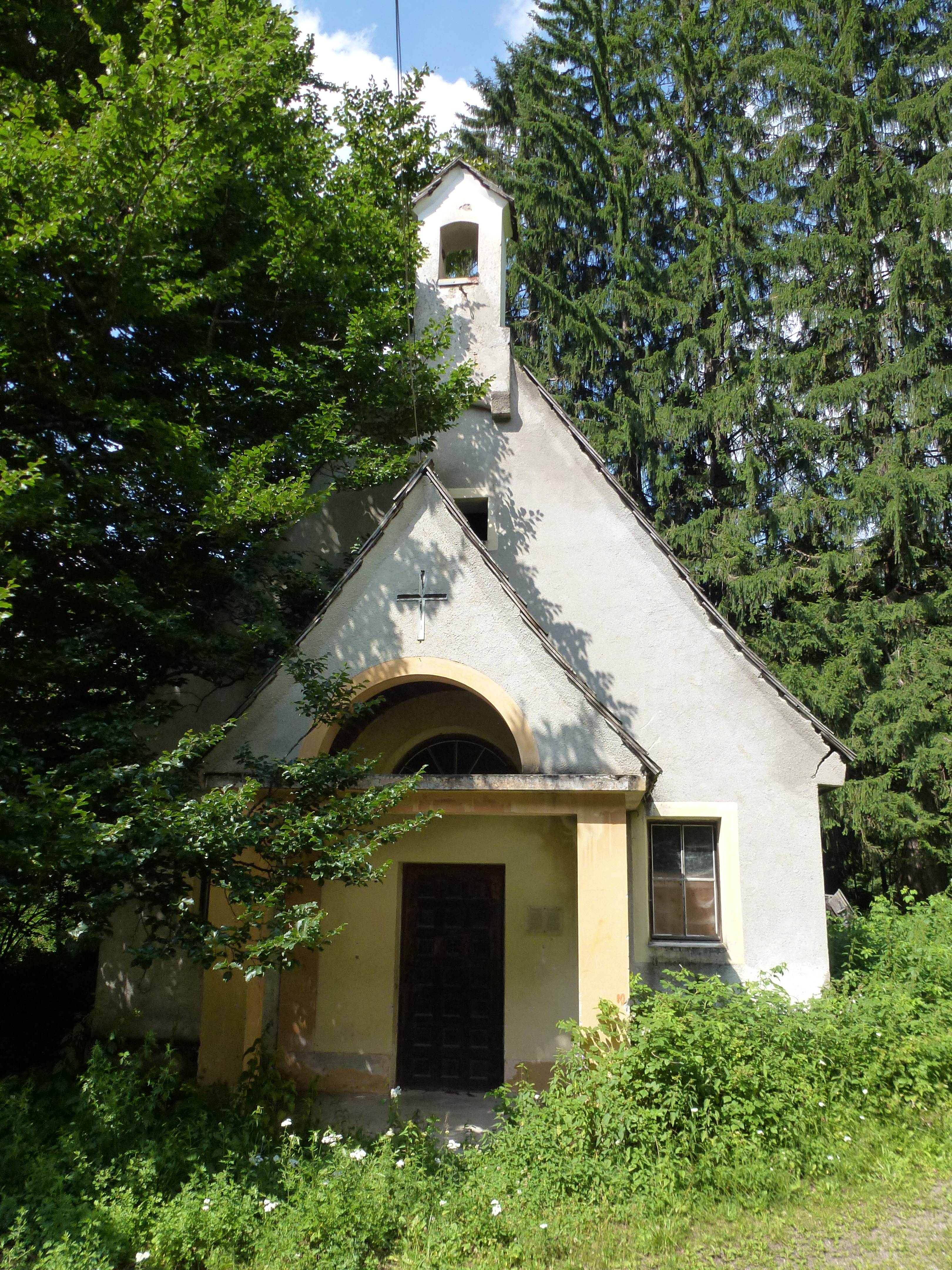
Cosmas-und-Damian-Kapelle 2012

## Quelle und Indikation
Die zu Mitterbad gehörige Quelle liegt in unzugänglichem Gelände etwa 40 Minuten zu Fuß von Mitterbad entfernt in der Nähe der geologischen Judikarien-Linie, einem Teilstück der Periadriatischen Naht.
Gemäß seiner Klassifikation ist das Quellwasser ein radioaktives, sulfat-, eisen- und mittelmäßig mineralhaltiges Wasser. Es enthält Aluminium, Arsen, Lithium und Spuren von Chrom und Kupfer. Die Temperatur beträgt 7,8 °C und die Leitfähigkeit 1220 µS/cm. Die Quelle ist eine offiziell anerkannte Mineralwasserquelle in Südtirol.
Das Wasser wurde eingesetzt als Trinkkur und für Bäder, unter anderem gegen Blutarmut, Frauenleiden, Nervenerkrankungen, Verletzungen, Hautkrankheiten und Verdauungsstörungen. Die einfache Bevölkerung badete in Wannen aus Holz, die vornehme Kundschaft in Marmorwannen.

## Geschichte

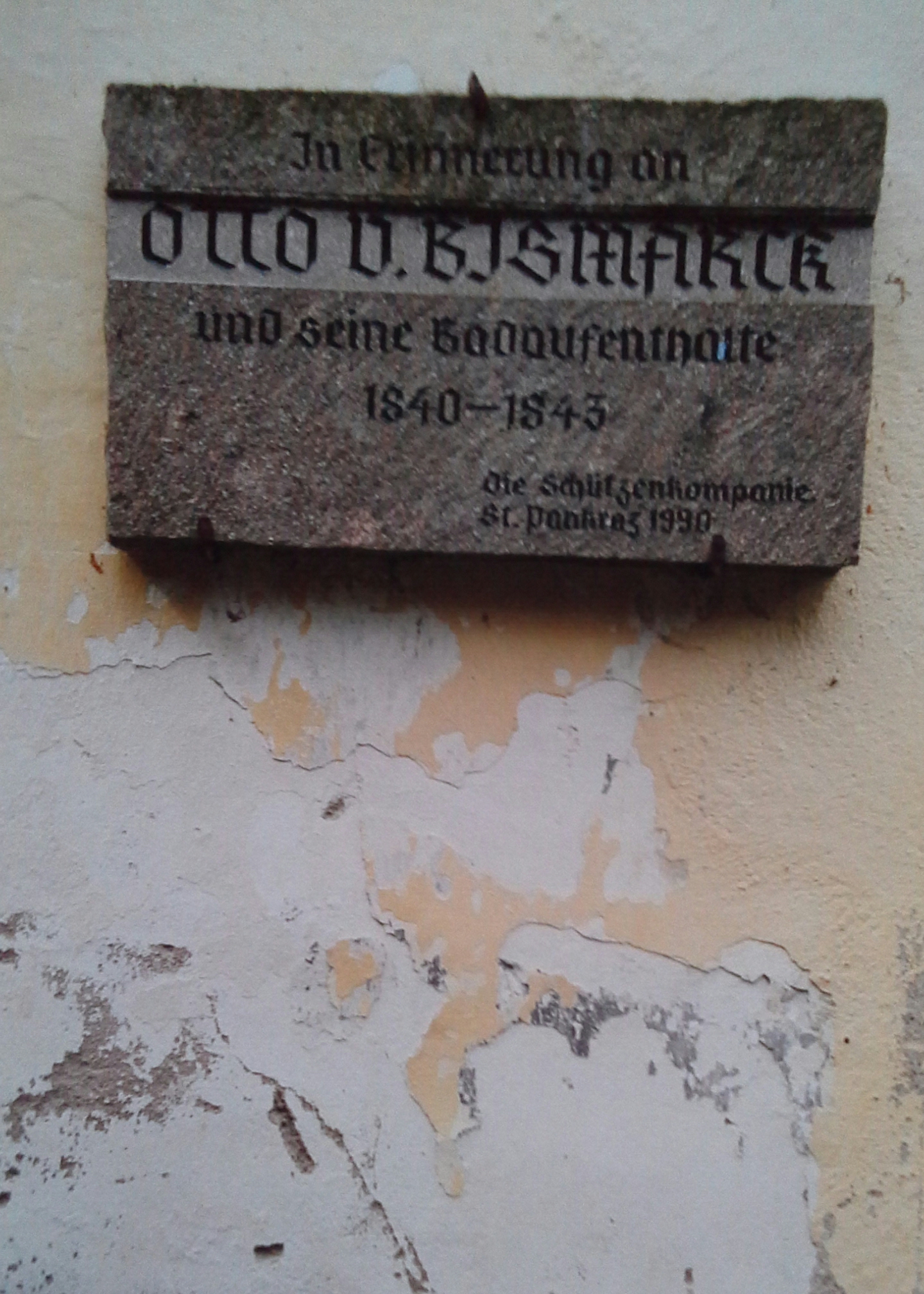
Bismarck-Gedenktafel in Mitterbad

Erste Erwähnung fand der Ort 1418 als Walcherguet in Vlten in mitern Pad. Der Aufschwung als Bad begann Anfang des 19. Jahrhunderts. Der zunächst anspruchslose Holzbau brannte ab und wurde durch einen Steinbau ersetzt. Bald fanden sich auch bekannte Persönlichkeiten unter den Badegästen ein. In den Jahren 1840 bis 1843 weilte der junge Otto von Bismarck hier. Er war damals noch als Gutsverwalter tätig. Er verliebte sich in die Badwirtstochter und hielt um ihre Hand an, die ihm ihr Vater aber wegen der verschiedenen Religionszugehörigkeiten verweigerte.
1853 kaufte Anton Kirchlechner das Anwesen, das bis 1919 in der Familie blieb. Die Familie hatte auch einige Hotels in Arco bei Trient: Pension Kirchlechner, Hotel Arco, Hotel Bellevue und Hotel Viktoria (oder Victoria). Anton Kirchlechner war der erste Bürgermeister von St. Pankraz.
1825 hatte das Bad 2000 Gäste. 1871, 1889 und 1897 war die österreichische Kaiserin Elisabeth (Sisi) in Mitterbad, auf die auch der Thronfolger Franz Ferdinand folgte. Im Juli 1901 reisten Thomas Mann und sein Bruder Heinrich für mehrere Wochen nach Mitterbad. Die oft kolportierte Aussage, der Roman Buddenbrooks sei hier vollendet worden, kann also nicht zutreffen, da dieser bereits im Juli 1900 abgeschlossen war. Auch der Maler Franz Defregger war Gast in Mitterbad.
Badearzt im Sommer, auf den der Betrieb beschränkt waren unter dem anderen um die Jahrhundertwende auch Dr. Rudolf Gelber (Ehemann von Hedwig Kirchlechner, Tochter von Josef und Schwester von Wilhelm Kirchlechner) und Christoph Hartung von Hartungen, der ganzjährig ein Sanatorium in Riva am Gardasee führte und ab 1906 seine Villa Hartungshausen in St. Nikolaus im Ultental besaß. Dr Hartung von Hartungen wurde von der Familie Kirchlechner angestellt und auch nach Riva eingeladen, wo die Familie andere Hotels hatte.
Nach dem Tod von Wilhelm Kirchlechner und dem Verkauf des Bades im Jahr 1919 wechselten häufig die Besitzer, und das Bad verlor an Glanz. Es wurde noch bis 1971 betrieben, zuletzt von den Barmherzigen Schwestern. Seitdem steht es leer und verfällt.

## Kapelle Cosmas und Damian
1840 wurde eine bereits bestehende Kapelle durch eine größere ersetzt. 1989 wurde diese unter Denkmalschutz gestellt.